# Asz-Szazili Ben Dżadid
Asz-Szazili Ben Dżadid, Szadli Ben Dżedid, Chadli Bendjedid (arab. ‏الشاذلي بن جديد‎, Aš-Šāḏilī Bin Ǧadīd; ur. 14 kwietnia 1929 w Busaldży, zm. 6 października 2012 w Algierze) – algierski polityk, od 9 lutego 1979 do 11 stycznia 1992 prezydent Algierii, sekretarz generalny i członek Biura Politycznego Frontu Wyzwolenia Narodowego (FLN).
Pochodził z rodziny chłopskiej. Ukończył szkołę średnią w Annabie. W czasie wojny algierskiej zdezerterował z armii francuskiej w stopniu podoficera i nawiązał czynną współpracę z algierską partyzantką. Od 1954 był działaczem Frontu Wyzwolenia Narodowego oraz dowódcą batalionu Narodowej Armii Wyzwoleńczej. W latach 1956–1961 dowodził sektorem wojskowym na wschodzie kraju, był m.in. zastępcą dowódcy i dowódcą strefy wojskowej Konstantyny. W latach 1961–1962 był członkiem dowództwa operacyjnego sztabu generalnego Armii Wyzwolenia Narodowego w strefie północnej, w latach 1962 – 1963 dowódcą V okręgu wojskowego Konstantyny w stopniu majora, a w latach 1964 – 1978 dowódcą II okręgu wojskowego Oranu. W 1965 wszedł w skład Rady Rewolucyjnej. W 1969 nadano mu stopień pułkownika, w grudniu 1978 – po śmierci Huariego Bumediena, został mianowany ministrem obrony. 
Po śmierci Bumediena, rozpoczęła się walka o władzę pomiędzy cywilnym i popierającym wolny rynek kandydatem Abd al-Azizem Butefliką a wojskowym Muhammadem Jahjawim, opowiadającym się za wzmocnieniem socjalistycznego kursu. Brak wyraźnej przewagi między jednym z kandydatów, spowodował, że wojsko skłoniło się w stronę Ben Dżadida któremu zaproponowano objęcie tymczasowych rządów. Na IV zjeździe FLN w styczniu 1979 wybrano go sekretarzem generalnym i członkiem Biura Politycznego partii. 7 lutego 1979 w wyborach bezpośrednich został wybrany prezydentem Algierii uzyskując 94,23% głosów poparcia. Po zapewnieniu sobie obu stanowisk doprowadził do usunięcia z kierownictwa partii dotychczasowych rywali: Buteflikę i Jahjawiego a rządy oparł na rodzinie i wojsku.
Przeprowadził rozluźnienie w sferze polityczno-ekonomicznej - zniósł wizy wyjazdowe, ograniczył wpływy służb specjalnych oraz uwolnił więźniów politycznych, w tym Ahmada Ben Bellę. W sferze gospodarczej prowadził prywatyzację i liberalizację ekonomii. Zmiany nie zatrzymały kurczenia się gospodarki co spowodowało wprowadzenie polityki oszczędności. Polityka ta była w społeczeństwie mało popularna. W 1980 roku odrodziły się wpływy opozycji co związane było z protestami studentów berberyjskich. Domagali się oni poszanowania ich kultury i zaprzestania polityki arabizacji. Protesty zintensyfikowały się na wiosnę 1981 roku. Kolejną grupą niezadowoloną (początkowo rząd był im przychylny ze względu na sprzeciw islamistów wobec marksizmu który był podporą wielu opozycyjnych ruchów) z sytuacji w kraju byli islamiści wywodzący się z Bractwa Muzułmańskiego. Członkowie tego radykalnego stowarzyszenia przybyli do Algierii w 1971 roku z sąsiedniego Egiptu gdzie zostali zwolnieni z tamtejszych więzień. Radykalizacji islamistów i ich dążeniem do utworzenia państwa islamskiego towarzyszyły pierwsze akcje terrorystyczne, które miały być furtką do rewolucji islamskiej. Za akty terroru odpowiedzialna była założona w 1982 roku paramilitarna organizacja Islamski Ruch Algierii. Ruch ten został osłabiony aresztowaniami, pod koniec 1982 roku aż w końcu został w zupełności rozbity w lutym 1987, Rząd pod presją islamistów zliberalizował przepisy dotyczący budowy meczetów i tworzenia islamskich szkół wyższych.
W 1985 Ben Dżadid został ponownie wybrany na stanowisko prezydenta kraju. W październiku 1988 roku odbyły się poważne protesty społeczne które przerodziły się w antyrządowe zamieszki. Zamieszanie wykorzystali islamiści. W roku 1989 zainicjował proces demokratyzacji kraju (wprowadził system wielopartyjny). Po pierwszej turze wyborów parlamentarnych w grudniu 1991, w której zwyciężył Islamski Front Ocalenia, został zmuszony do ustąpienia ze stanowiska prezydenta.
W maju 1985 przywódca Kuby Fidel Castro przyznał mu Order José Martí, najwyższe kubańskie odznaczenie.